# Ulota perbreviseta
Ulota perbreviseta är en bladmossart som beskrevs av Hugh Neville Dixon och Kyuichi Sakurai 1935. Ulota perbreviseta ingår i släktet ulotor, och familjen Orthotrichaceae. Inga underarter finns listade i Catalogue of Life.